# آل گری
آل گری (انگلیسی: Al Grey; ۶ ژوئن ۱۹۲۵ – ۲۴ مارس ۲۰۰۰) موسیقی‌دان اهل ایالات متحده آمریکا بود. وی بین سال‌های ۱۹۴۶ تا ۱۹۹۰ میلادی فعالیت می‌کرد.

## نمونه آثار
- انگشتان خود را ببندید (آرگو، ۱۹۶۲)
- داشتن یک توپ (آرگو، ۱۹۶۳)
- آهنگ شب (آرگو، ۱۹۶۳)
- حالت خاکستری (سیاه و آبی، ۱۹۷۹)
- آن را با هم به دست آورید (پیتزا اکسپرس، ۱۹۷۹)
- همه چیز با جی جی جانسون همیشه در حال بهتر شدن است (پابلو، ۱۹۸۴)